# Specie di Utricularia
Elenco delle specie di Utricularia:

## A

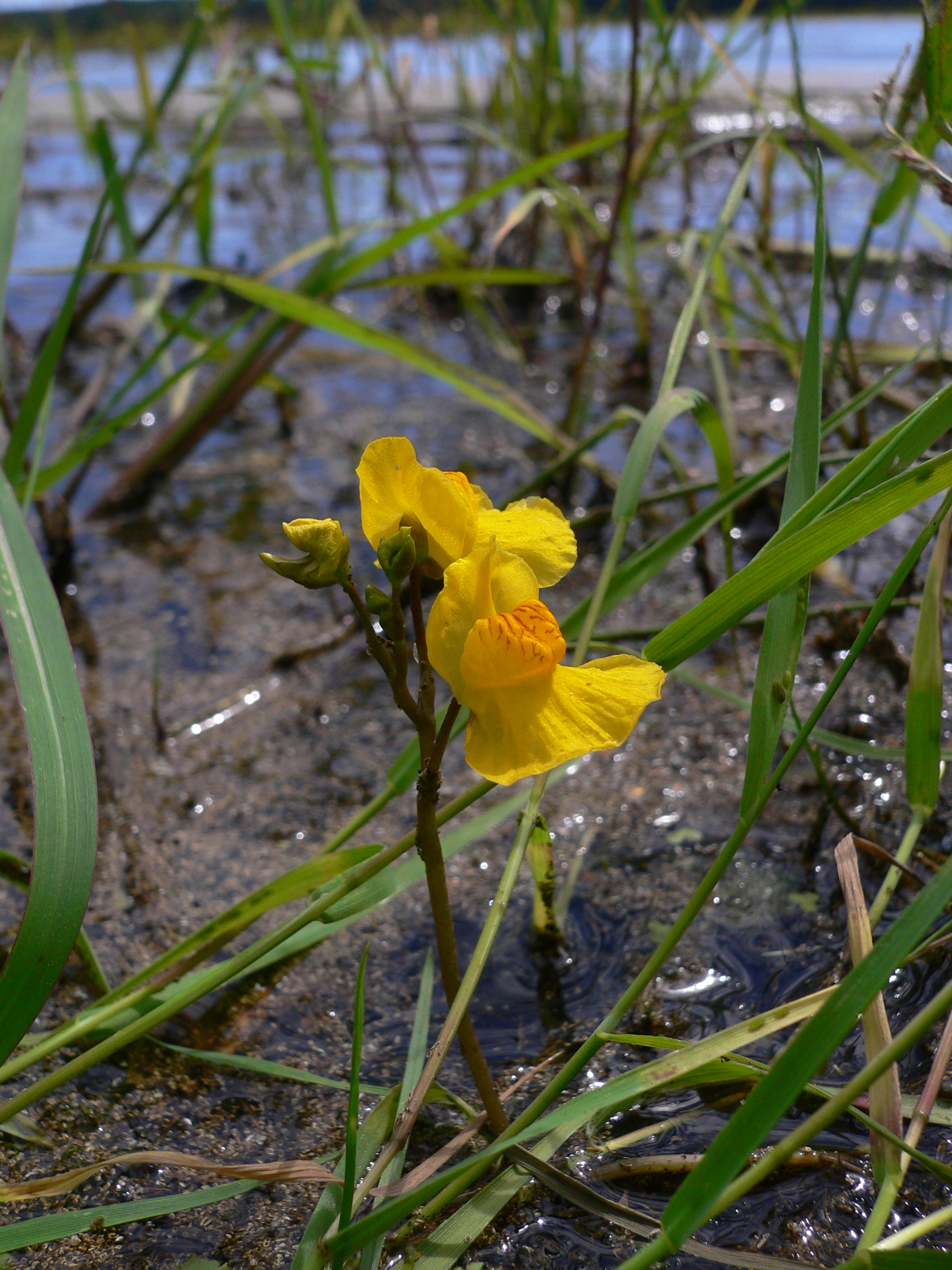
Utricularia australis

- Utricularia adamsii R.W.Jobson & Davies-Colley
- Utricularia adpressa Salzm. ex A.St.-Hil. & Girard
- Utricularia albertiana R.W.Jobson & Baleeiro
- Utricularia albiflora R.Br.
- Utricularia albocaerulea Dalzell
- Utricularia alpina Jacq.
- Utricularia ameliae R.W.Jobson
- Utricularia amethystina Salzm. ex A.St.-Hil. & Girard
- Utricularia amotape-huancabambensis T.Henning, E.Rodr. & J.P.Allen
- Utricularia andongensis Welw. ex Hiern
- Utricularia antennifera P.Taylor
- Utricularia appendiculata E.A.Bruce
- Utricularia arcuata Wight
- Utricularia arenaria A.DC.
- Utricularia ariramba Gonella, Baleeiro & Andrino
- Utricularia arnhemica P.Taylor
- Utricularia asplundii P.Taylor
- Utricularia aurea Lour.
- Utricularia aureomaculata Steyerm.
- Utricularia australis R.Br.

## B

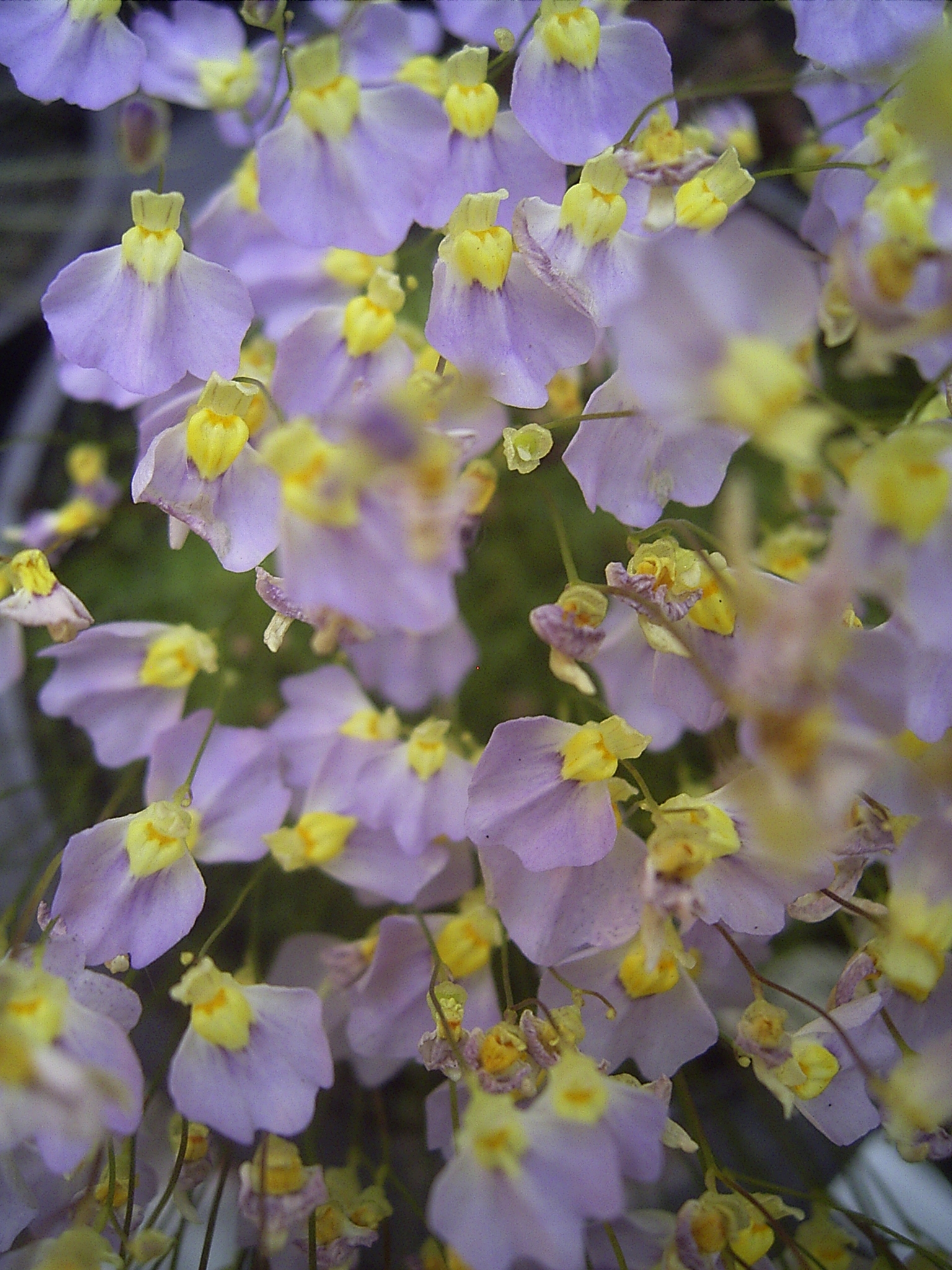
Utricularia bisquamata

- Utricularia babui S.R.Yadav, Sardesai & S.P.Gaikwad
- Utricularia baliboongarnang Baleeiro & R.W.Jobson
- Utricularia barkeri R.W.Jobson
- Utricularia beaugleholei R.J.Gassin
- Utricularia benjaminiana Oliv.
- Utricularia benthamii P.Taylor
- Utricularia biceps Gonella & Baleeiro
- Utricularia bicolor A.St.-Hil. & Girard
- Utricularia bidentata R.W.Jobson & Baleeiro
- Utricularia bifida L.
- Utricularia biloba R.Br.
- Utricularia biovularioides (Kuhlm.) P.Taylor
- Utricularia bisquamata Schrank
- Utricularia blackmanii R.W.Jobson
- Utricularia blanchetii A.DC.
- Utricularia bosminifera Ostenf.
- Utricularia brachiata Oliv.
- Utricularia bracteata R.D.Good
- Utricularia bremii Heer ex Koell.
- Utricularia brennanii R.W.Jobson & Baleeiro
- Utricularia breviscapa C.Wright ex Griseb.
- Utricularia buntingiana P.Taylor
- Utricularia byrneana R.W.Jobson & Baleeiro

## C
- Utricularia caerulea L.
- Utricularia calycifida Benj.
- Utricularia campbelliana Oliv.
- Utricularia capilliflora F.Muell.

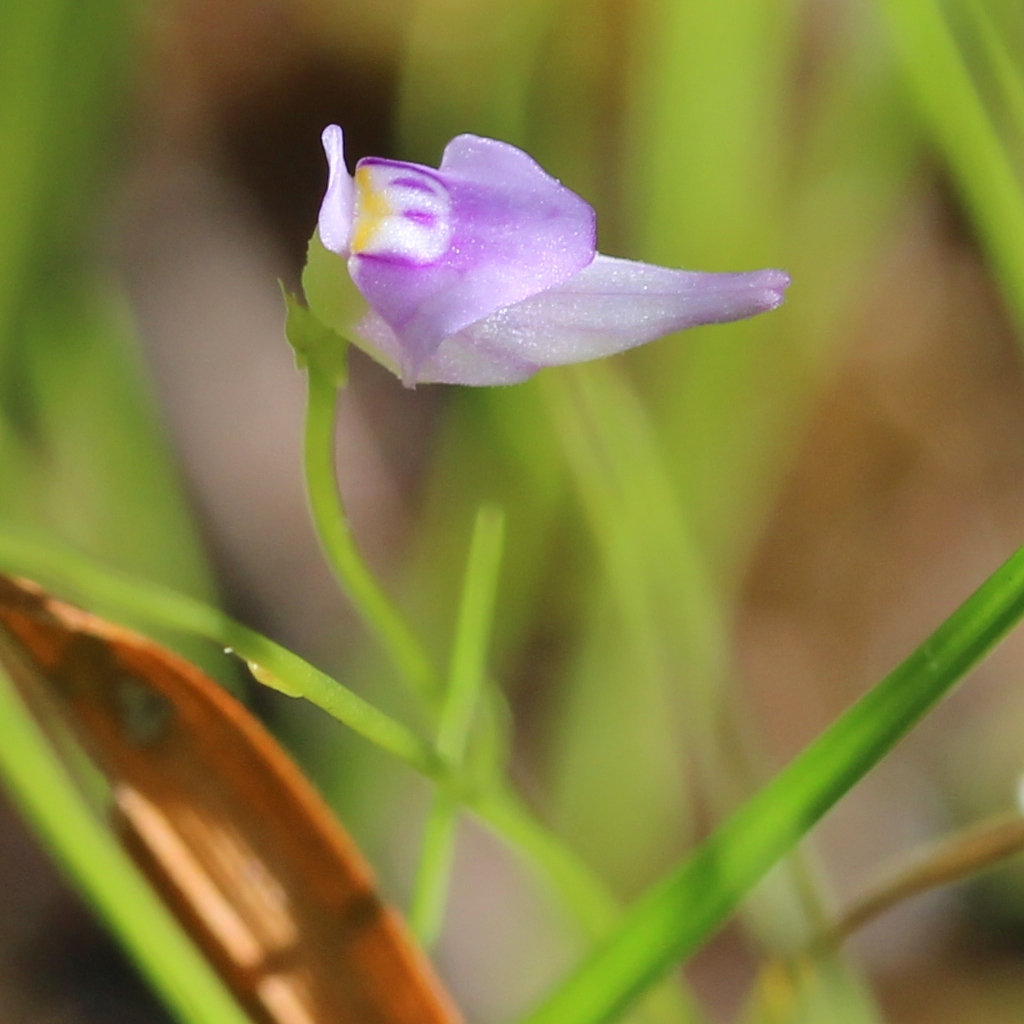
Utricularia caerulea

- Utricularia catolesensis G.L.Campos, Cheek & Giul.
- Utricularia cecilii P.Taylor
- Utricularia chapadensis Baleeiro, Gonella & R.W.Jobson
- Utricularia cheiranthos P.Taylor
- Utricularia chiakiana Komiya & C.Shibata
- Utricularia chiribiquetensis A.Fernández
- Utricularia choristotheca P.Taylor
- Utricularia christopheri P.Taylor
- Utricularia chrysantha R.Br.
- Utricularia circumvoluta P.Taylor
- Utricularia cochleata C.P.Bove
- Utricularia corneliana R.W.Jobson
- Utricularia cornigera Studnicka
- Utricularia cornuta Michx.
- Utricularia corynephora P.Taylor
- Utricularia costata P.Taylor
- Utricularia cowiei R.W.Jobson & Baleeiro
- Utricularia cucullata A.St.-Hil. & Girard
- Utricularia cutleri Steyerm.
- Utricularia cymbantha Oliv.

## D
- Utricularia damazioi Beauverd
- Utricularia delicatula Cheeseman

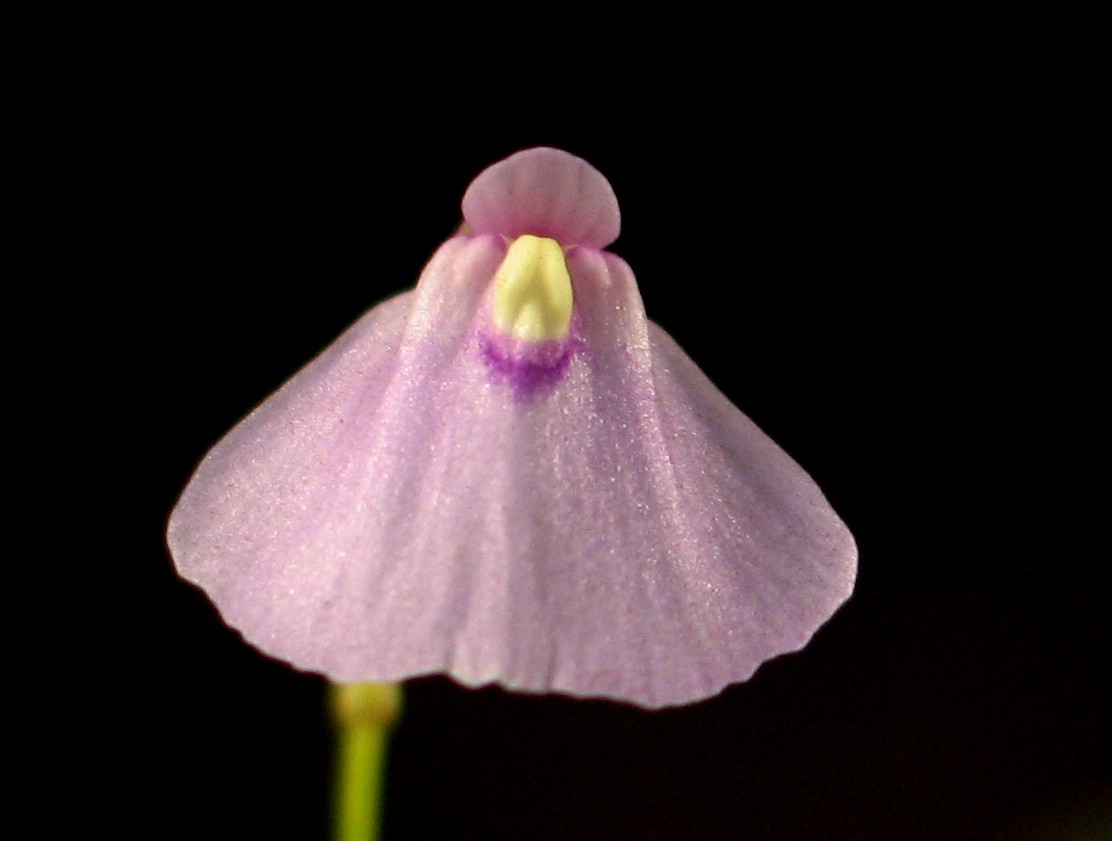
Utricularia dichotoma

- Utricularia delphinioides Thorel ex Pellegr.
- Utricularia densiflora Baleeiro & C.P.Bove
- Utricularia determannii P.Taylor
- Utricularia dichotoma Labill.
- Utricularia dimorphantha Makino
- Utricularia disjuncta R.W.Jobson & Baleeiro
- Utricularia dunlopii P.Taylor
- Utricularia dunstaniae F.E.Lloyd

## E
- Utricularia elephanthoides J.R.Grande
- Utricularia endresii Rchb.f.
- Utricularia erectiflora A.St.-Hil. & Girard

## F

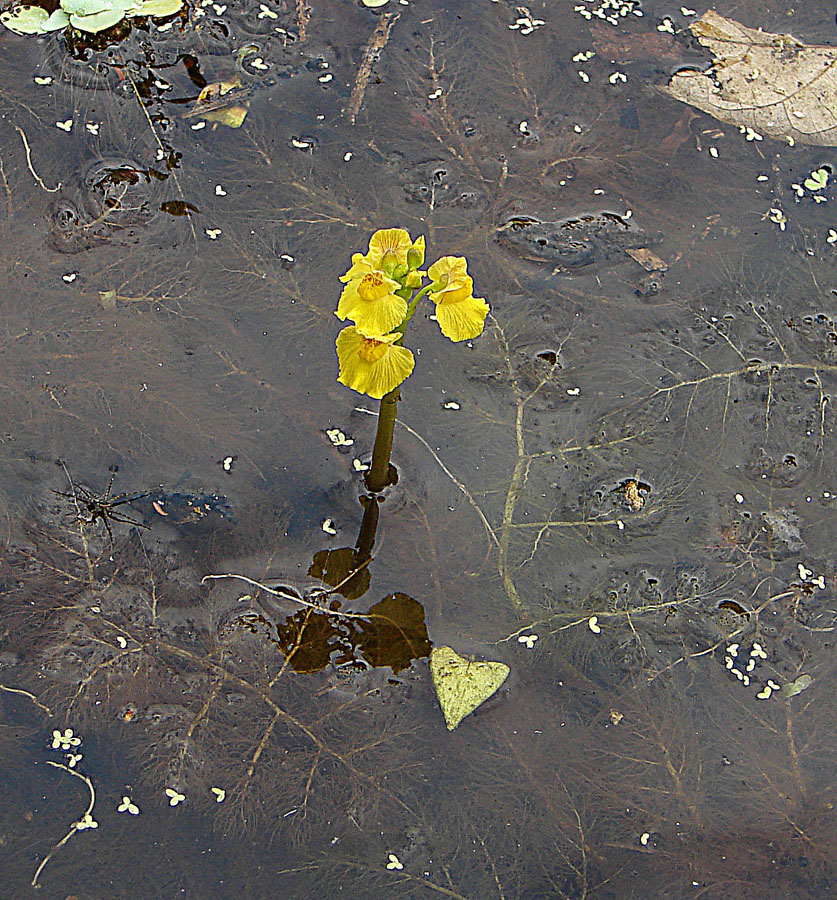
Utricularia foliosa

- Utricularia fenshamii R.W.Jobson
- Utricularia fimbriata Kunth
- Utricularia firmula Welw. ex Oliv.
- Utricularia fistulosa P.Taylor
- Utricularia flaccida A.DC.
- Utricularia floridana Nash
- Utricularia foliosa L.
- Utricularia forrestii P.Taylor
- Utricularia foveolata Edgew.
- Utricularia fulva F.Muell.
- Utricularia furcellata Oliv.

## G

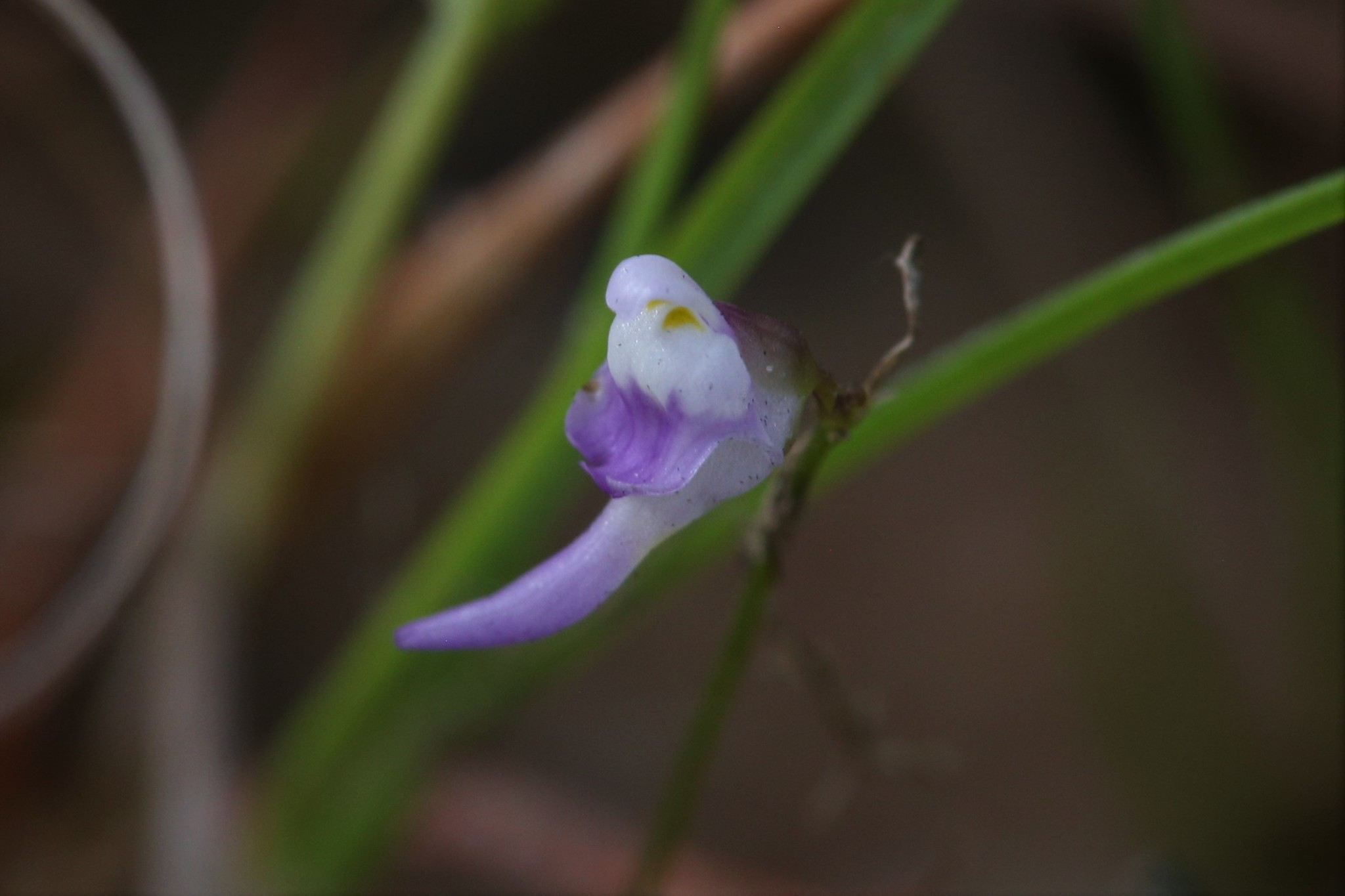
Utricularia geoffrayi

- Utricularia gaagudju R.W.Jobson & Cherry
- Utricularia garrettii P.Taylor
- Utricularia geminiloba Benj.
- Utricularia geminiscapa Benj.
- Utricularia geoffrayi Pellegr.
- Utricularia georgei P.Taylor
- Utricularia gibba L.
- Utricularia graminifolia Vahl
- Utricularia grampiana R.W.Jobson
- Utricularia guyanensis A.DC.

## H

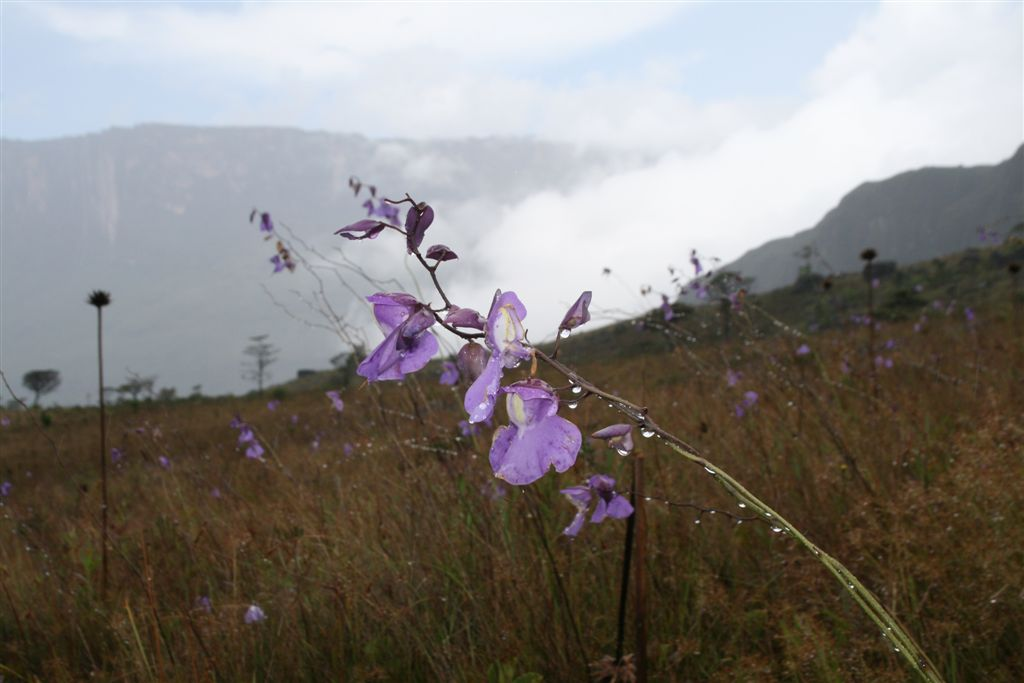
Utricularia humboldtii

- Utricularia hamata R.W.Jobson & M.D.Barrett
- Utricularia hamiltonii F.E.Lloyd
- Utricularia helix P.Taylor
- Utricularia heterochroma Steyerm.
- Utricularia heterosepala Benj.
- Utricularia hintonii P.Taylor
- Utricularia hirta Klein ex Link
- Utricularia hirtella A.St.-Hil. & Girard
- Utricularia hispida Lam.
- Utricularia holtzei F.Muell.
- Utricularia humboldtii R.H.Schomb.
- Utricularia huntii P.Taylor
- Utricularia hydrocarpa Vahl

## I
- Utricularia inaequalis A.DC.
- Utricularia incisa (A.Rich.) Alain
- Utricularia inflata Walter
- Utricularia inflexa Forssk.
- Utricularia intermedia Hayne

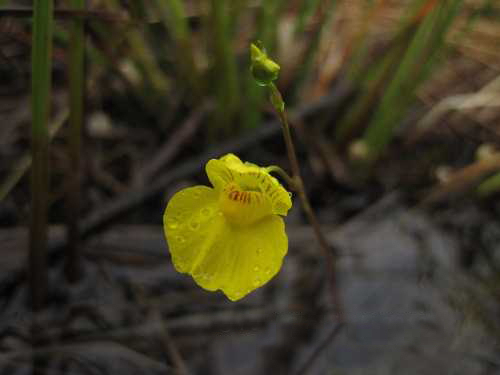
Utricularia intermedia

- Utricularia inthanonensis Suksathan & J.Parn.
- Utricularia involvens Ridl.
- Utricularia irwinica R.W.Jobson & Baleeiro

## J
- Utricularia jackii J.Parn.

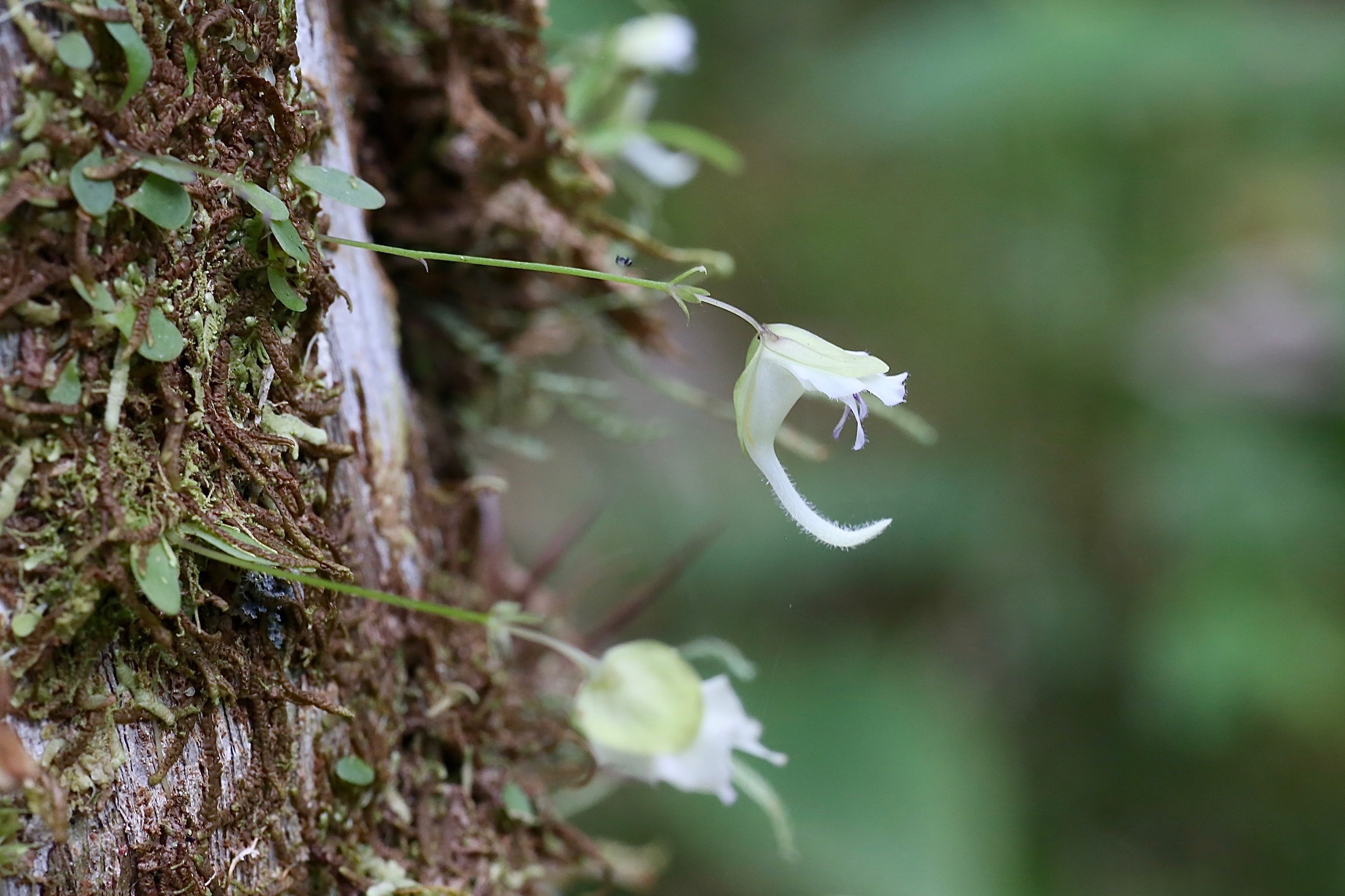
Utricularia jamesoniana

- Utricularia × jacobsii R.W.Jobson & Baleeiro
- Utricularia jamesoniana Oliv.
- Utricularia janarthanamii S.R.Yadav, Sardesai & S.P.Gaikwad
- Utricularia × japonica Makino
- Utricularia jaramacaru Gonella, Baleeiro & Andrino
- Utricularia jobsonii Lowrie
- Utricularia julianae Delprete
- Utricularia juncea Vahl

## K
- Utricularia kamarudeenii V.S.A.Kumar & Sindu Arya
- Utricularia kamienskii F.Muell.
- Utricularia kenneallyi P.Taylor
- Utricularia kimberleyensis C.A.Gardner
- Utricularia kumaonensis Oliv.

## L

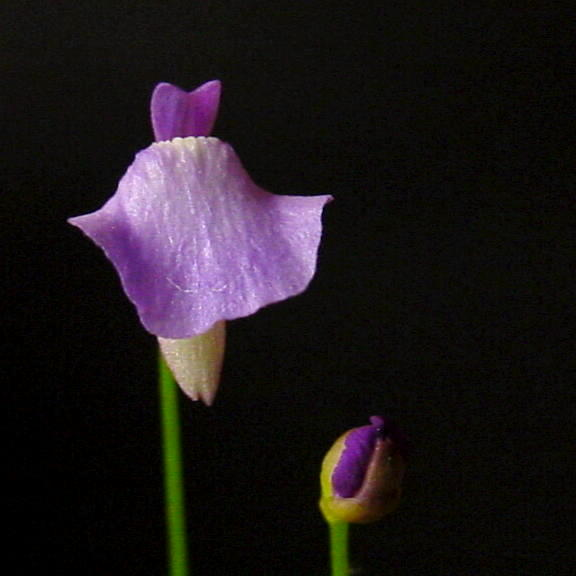
Utricularia lateriflora

- Utricularia laciniata A.St.-Hil. & Girard
- Utricularia lasiocaulis F.Muell.
- Utricularia lateriflora R.Br.
- Utricularia laxa A.St.-Hil. & Girard
- Utricularia lazulina P.Taylor
- Utricularia leptoplectra F.Muell.
- Utricularia leptorhyncha O.Schwarz
- Utricularia letestui P.Taylor
- Utricularia lihengiae C.L.Long & Z.Cheng
- Utricularia limmenensis R.W.Jobson
- Utricularia limosa R.Br.
- Utricularia lindmanii Sylvén
- Utricularia linearis H.Wakab.
- Utricularia livida E.Mey.
- Utricularia lloydii Merl
- Utricularia longeciliata A.DC.
- Utricularia longifolia Gardner
- Utricularia lowriei R.W.Jobson
- Utricularia lunaris Baleeiro, Gonella & R.W.Jobson

## M

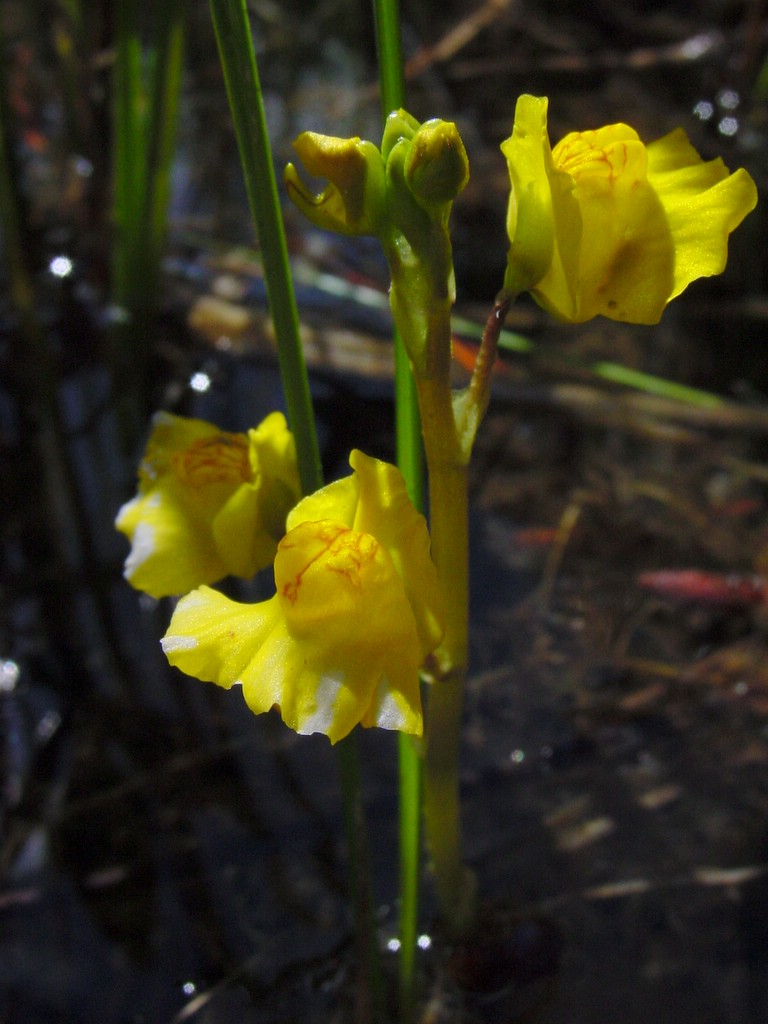
Utricularia macrorhiza

- Utricularia macrocheilos (P.Taylor) P.Taylor
- Utricularia macrorhiza Leconte
- Utricularia magna R.W.Jobson & M.D.Barrett
- Utricularia malabarica Janarth. & A.N.Henry
- Utricularia mangshanensis G.W.Hu
- Utricularia mannii Oliv.
- Utricularia menziesii R.Br.
- Utricularia meyeri Pilg.
- Utricularia microcalyx (P.Taylor) P.Taylor
- Utricularia micropetala Sm.
- Utricularia minor L.
- Utricularia minutissima Vahl
- Utricularia mirabilis P.Taylor
- Utricularia moniliformis P.Taylor
- Utricularia muelleri Kamieński
- Utricularia multicaulis Oliv.
- Utricularia multifida R.Br.
- Utricularia multispinosa (Miki) Miki
- Utricularia myriocista A.St.-Hil. & Girard

## N

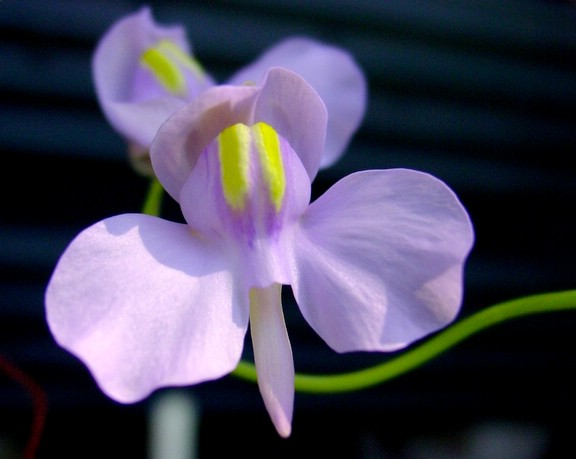
Utricularia nelumbifolia

- Utricularia naikii S.R.Yadav, Sardesai & S.P.Gaikwad
- Utricularia nana A.St.-Hil. & Girard
- Utricularia naviculata P.Taylor
- Utricularia × neglecta Lehm.
- Utricularia nelumbifolia Gardner
- Utricularia neottioides A.St.-Hil. & Girard
- Utricularia nephrophylla Benj.
- Utricularia nervosa Weber ex Benj.
- Utricularia nigrescens Sylvén

## O
- Utricularia × ochroleuca R.W.Hartm.
- Utricularia odontosepala Stapf
- Utricularia odorata Pellegr.
- Utricularia olivacea C.Wright ex Griseb.
- Utricularia oliveriana Steyerm.
- Utricularia oppositiflora R.Br.

## P

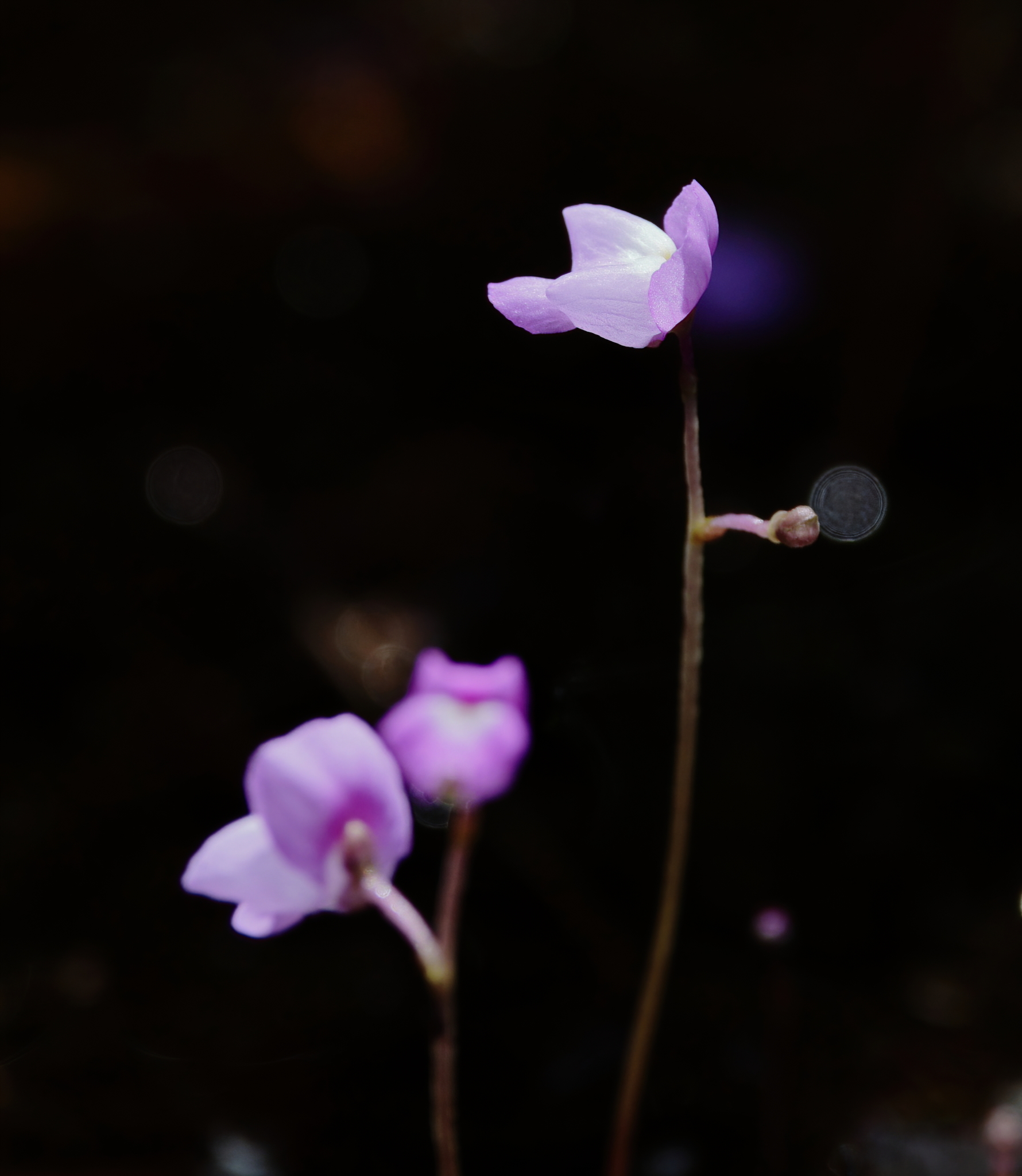
Utricularia purpurea

- Utricularia panamensis Steyerm. ex P.Taylor
- Utricularia pantaneira Baleeiro, Gonella & R.W.Jobson
- Utricularia papilliscapa R.W.Jobson & M.D.Barrett
- Utricularia parthenopipes P.Taylor
- Utricularia paulineae Lowrie
- Utricularia pentadactyla P.Taylor
- Utricularia peranomala P.Taylor
- Utricularia perversa P.Taylor
- Utricularia petersoniae P.Taylor
- Utricularia petertaylorii Lowrie
- Utricularia phusoidaoensis Suksathan & J.Parn.
- Utricularia physoceras P.Taylor
- Utricularia pierrei Pellegr.
- Utricularia platensis Speg.
- Utricularia pobeguinii Pellegr.
- Utricularia poconensis Fromm
- Utricularia podadena P.Taylor
- Utricularia polygaloides Edgew.
- Utricularia praelonga A.St.-Hil. & Girard
- Utricularia praeterita P.Taylor
- Utricularia praetermissa P.Taylor
- Utricularia prehensilis E.Mey.
- Utricularia pubescens Sm.
- Utricularia pulchra P.Taylor
- Utricularia punctata Wall. ex A.DC.
- Utricularia purpurea Walter
- Utricularia purpureocaerulea A.St.-Hil. & Girard
- Utricularia pusilla Vahl

## Q
- Utricularia quelchii N.E.Br.
- Utricularia quinquedentata F.Muell. ex P.Taylor

## R
- Utricularia radiata Small
- Utricularia ramosissima H.Wakab.
- Utricularia raynalii P.Taylor
- Utricularia recta P.Taylor
- Utricularia reflexa Oliv.
- Utricularia regia Zamudio & Olvera
- Utricularia reniformis A.St.-Hil.

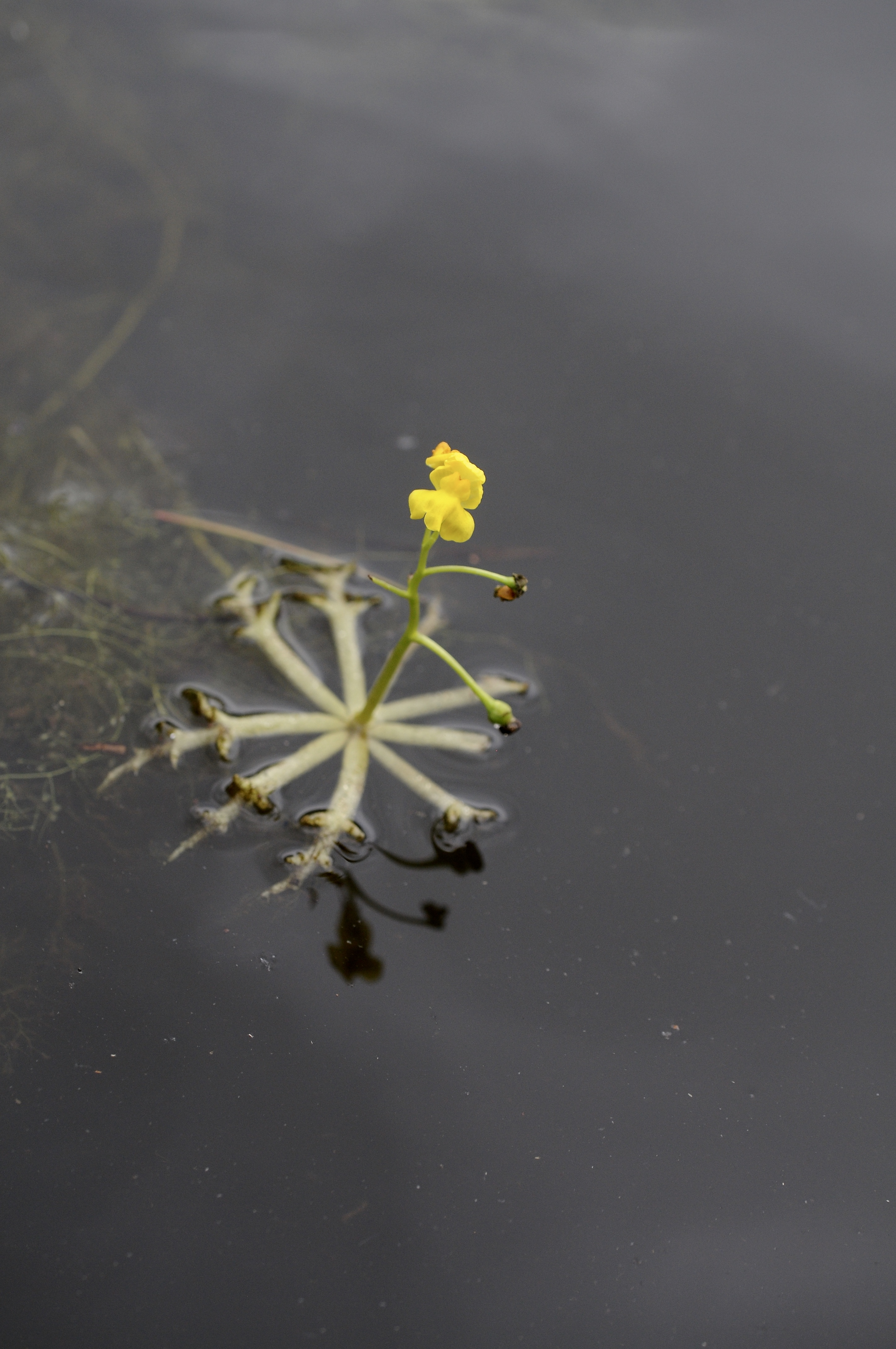
Utricularia radiata

- Utricularia resupinata B.D.Greene ex Bigelow
- Utricularia reticulata Sm.
- Utricularia rhododactylos P.Taylor
- Utricularia rigida Benj.
- Utricularia roraimensis N.E.Br.
- Utricularia rosettifolia Alfasane & M.A.Hassan
- Utricularia rostrata A.Fleischm. & Rivadavia

## S

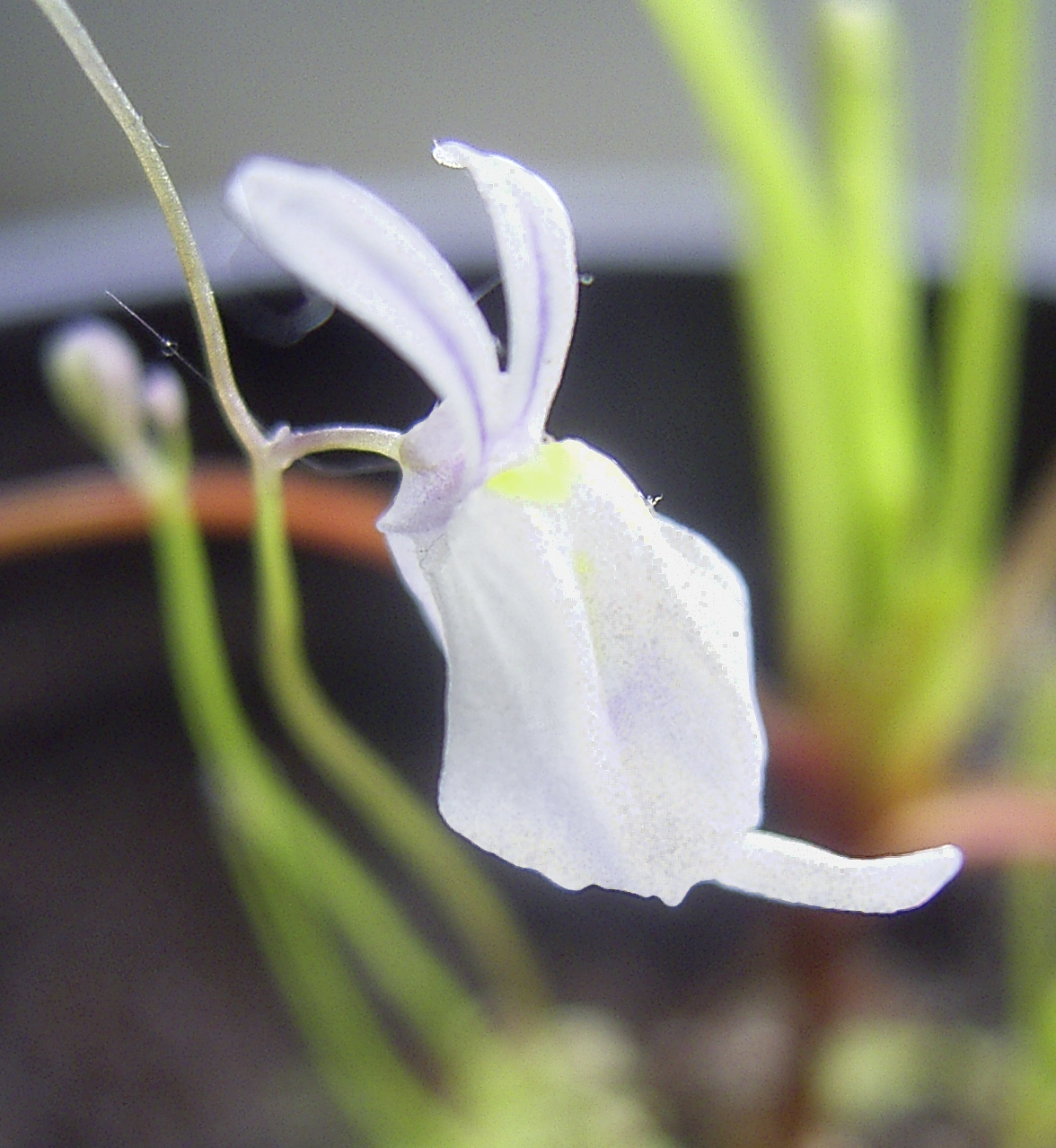
Utricularia sandersonii

- Utricularia sainthomia P.Biju, Josekutty, Janarth. & Augustine
- Utricularia salwinensis Hand.-Mazz.
- Utricularia sandersonii Oliv.
- Utricularia sandwithii P.Taylor
- Utricularia scandens Benj.
- Utricularia schultesii A.Fernández
- Utricularia simmonsii Lowrie, Cowie & Conran
- Utricularia simplex R.Br.
- Utricularia simulans Pilg.
- Utricularia singeriana F.Muell.
- Utricularia smithiana Wight
- Utricularia speciosa R.Br.
- Utricularia spinomarginata Suksathan & J.Parn.
- Utricularia spiralis Sm.
- Utricularia spruceana Benth. ex Oliv.
- Utricularia stanfieldii P.Taylor
- Utricularia steenisii P.Taylor
- Utricularia stellaris L.f.
- Utricularia steyermarkii P.Taylor
- Utricularia striata Leconte ex Torr.
- Utricularia striatula Sm.
- Utricularia subramanyamii Janarth. & A.N.Henry
- Utricularia subulata L.
- Utricularia sunilii Naveen Kum. & K.M.P.Kumar

## T
- Utricularia taiwaniana S.S.Ying
- Utricularia tenella R.Br.
- Utricularia tenuicaulis Miki
- Utricularia tenuissima Tutin

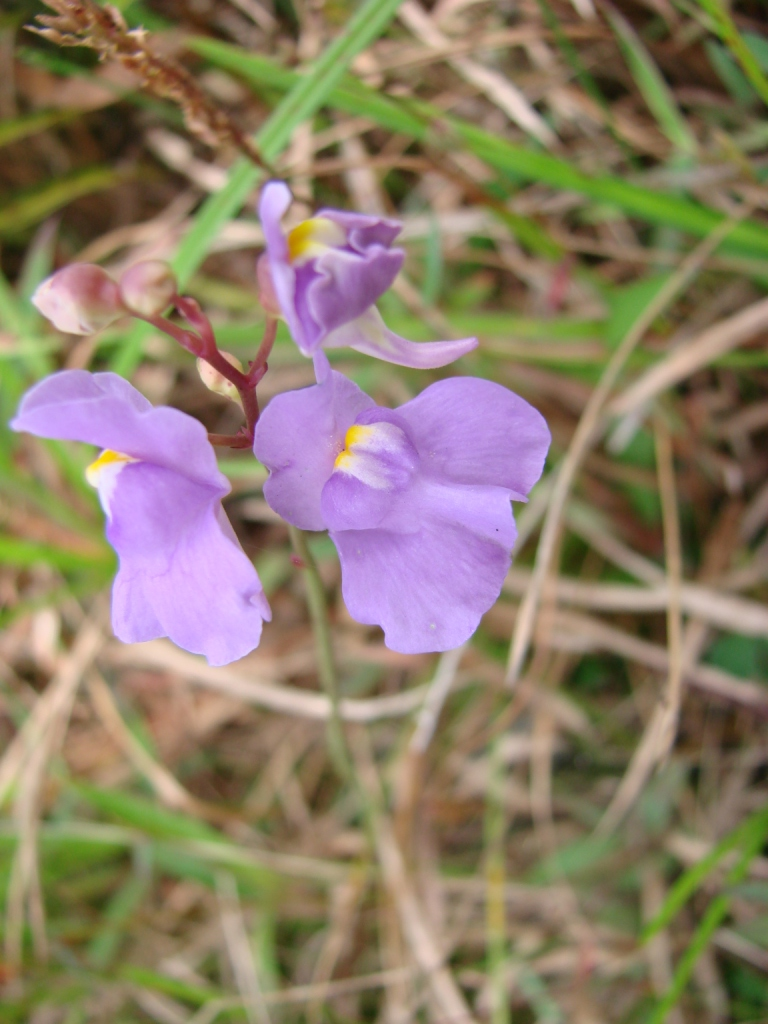
Utricularia tricolor

- Utricularia terrae-reginae P.Taylor
- Utricularia tetraloba P.Taylor
- Utricularia tortilis Welw. ex Oliv.
- Utricularia trichophylla Spruce ex Oliv.
- Utricularia tricolor A.St.-Hil.
- Utricularia tridactyla P.Taylor
- Utricularia tridentata Sylvén
- Utricularia triflora P.Taylor
- Utricularia triloba Benj.
- Utricularia trinervia Benj.
- Utricularia troupinii P.Taylor
- Utricularia tubulata F.Muell.

## U
- Utricularia uliginosa Vahl
- Utricularia uniflora R.Br.
- Utricularia unifolia Ruiz & Pav.
- Utricularia uxoris Gómez-Laur.

## V
- Utricularia velascoensis Kuntze
- Utricularia violacea R.Br.

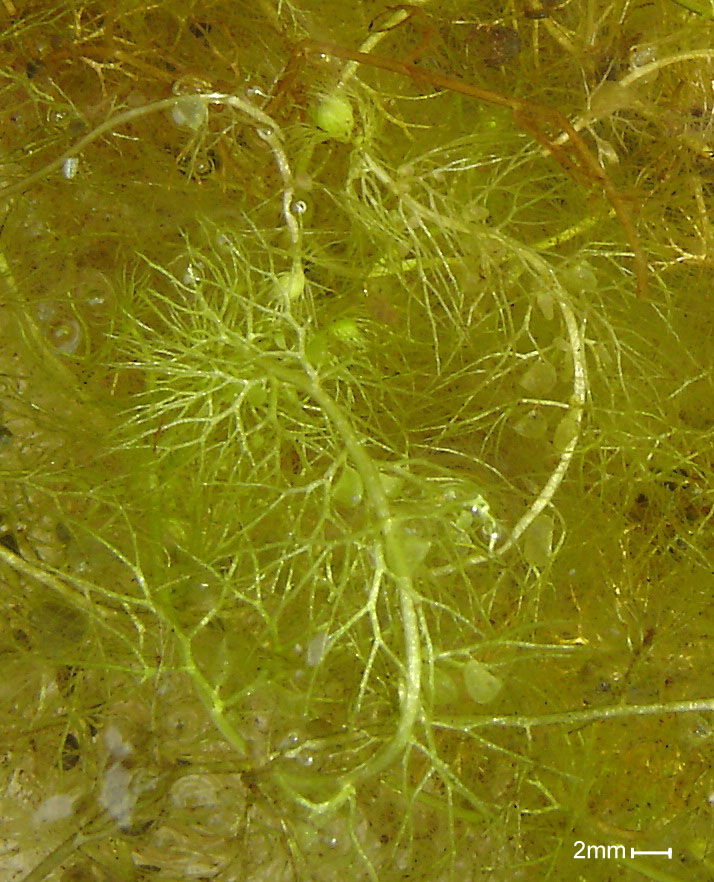
Utricularia vulgaris

- Utricularia viscosa Spruce ex Oliv.
- Utricularia vitellina Ridl.
- Utricularia volubilis R.Br.
- Utricularia vulgaris L.

## W
- Utricularia wannanii R.W.Jobson & Baleeiro
- Utricularia warburgii Goebel
- Utricularia warmingii Kamieński
- Utricularia welwitschii Oliv.
- Utricularia westonii P.Taylor
- Utricularia wightiana P.Taylor